# Woodstock (Virginia)
 For alternative betydninger, se Woodstock. (Se også artikler, som begynder med Woodstock)
Woodstock er en by i Shenandoah County, Virginia, USA. Byen har 5.807(2020) indbyggere. Woodstock er den administrative hovedby (county seat) I Shenandoah County.
Massanutten Military Academy er beliggende i Woodstock, ligesom det nationale hovedkvarter for Sigma Sigma Sigma sorority. Woodstock er også hjemsted for River Bandits af Valley League.

## Historie
Byen blev etableret ved charter i marts 1761 som en del af det daværende Frederick County. Den blev oprindeligt dannet af et land tilskud fra Lord Fairfax, og blev grundlagt som Muellerstadt (Miller Town) i 1752 efter grundlæggeren Jacob Miller. Byens charter blev sponsoreret af George Washington i Virginia's House of Burgesses. Woodstock har været County Seat af Shenandoah County, siden amtets dannelse i 1772.

## Notable beboere
- Robert Allen, United States Congressman from Virginia.[3]
- Charles B. Gatewood, United States Army officer.
- Peter Muhlenberg, præst, soldat og politiker før under og efter den amerikanske uafhængighedskrig.
- Alfred C. Richmond, Commandant of the United States Coast Guard.
- Jason F. Wright, Forfatter.